# You Xie
You Xie (en chino, 謝盛友) (Hainan, China, 1 de octubre de 1958) es un político alemán, candidato a las elecciones al Parlamento Europeo de 2019, periodista y autor de origen chino.

## Biografía
Cuando nació You Xie, hubo una hambruna en China. Creció durante la Revolución Cultural y, por lo tanto, no pudo asistir a la escuela, sino que tuvo que trabajar en el campo. De 1979 a 1983 estudió alemán e inglés en la Universidad Sun Yat-sen en Guangzhou. Después de graduarse (B.A.), trabajó como intérprete para VW en Shanghai. 
En 1988, fue a estudiar lengua y literatura alemanas, periodismo y etnología europea en la Universidad Otto-Friedrich en Bamberg, Alemania. En 1993 se graduó con una tesis sobre la política de prensa del Partido Comunista de China. De 1993 a 1996, estudió derecho en la Universidad Friedrich-Alexander de Erlangen-Nuremberg. 
En 1989, Xie era presidente de la Asociación de estudiantes y académicos chinos en Alemania e.V. En 1999 fundó la revista en chino "European Chinese News" que apareció hasta 2011. Desde 2006, You Xie ha sido editor de la revista cristiana "Overseas Campus". En 2010, You Xie fue seleccionado entre los "100 principales intelectuales públicos chinos" por el periódico chino Southern Weekly. El 20 de abril de 2013, los miembros de la Unión Social Cristiana (CSU) en Bamberg seleccionaron a Xie para la junta del condado. Obtuvo 141 de 220 votos, el mejor resultado de todos los miembros de la junta del condado. En 2014, Xie fue elegido miembro del Ayuntamiento de Bamberg con la mayor cantidad de votos de todos los candidatos de CSU. 
Xie es vicepresidente de la Asociación de escritores en chino en Europa y vive con su esposa Shenhua Xie Zhang en Bamberg, donde dirige el bar de aperitivos China Fan. Es ciudadano alemán desde 2010. 
La vida de Xie ha sido descrita en varias publicaciones: el periódico Süddeutsche Zeitung (2001), el periódico Frankfurter Allgemeine Zeitung (2009), el libro Bavaria - land in the heart of Europe (2015), [8] el libro Bamberg - Portrait of a ciudad (Gmeiner-Verlag, 2017), el periódico The Huffington Post (2018, en alemán). 

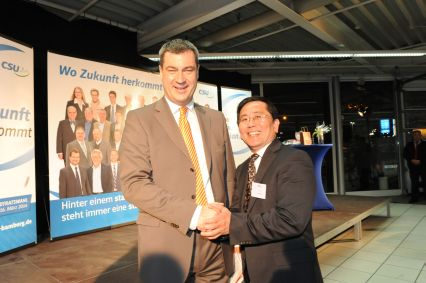
You Xie mit Markus Söder 2014

- Datos: Q1649544
- Multimedia: You Xie / Q1649544